# Limbarda
Limbarda é um género botânico pertencente à família Asteraceae.

## Referencias
1. ↑  «Limbarda». Global Compositae Checklist. Consultado em 25 de julho de 2011